# Fira del Llibre de Frankfurt

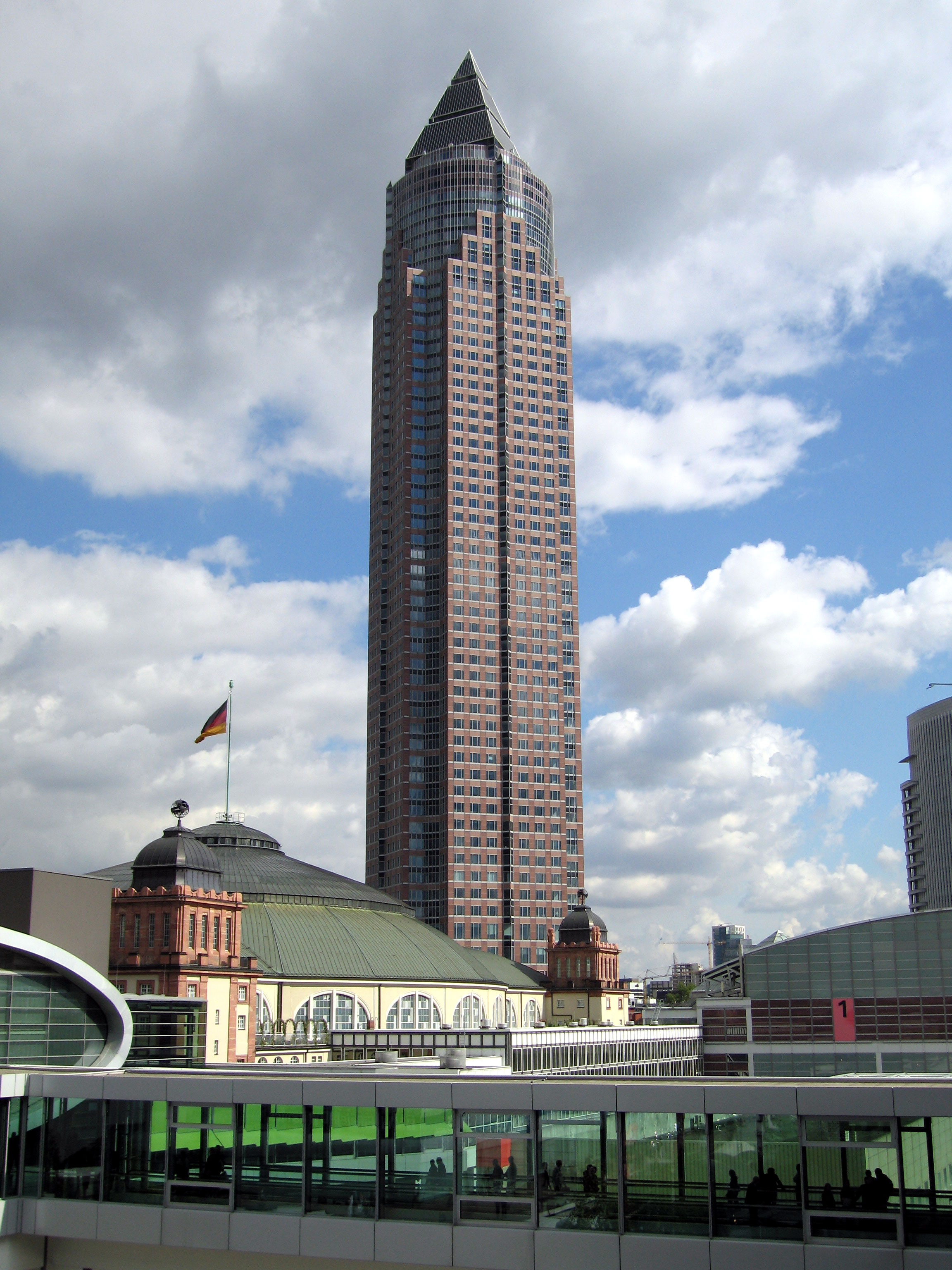
L'àrea de la fira de Frankfurt amb la torre Messeturm

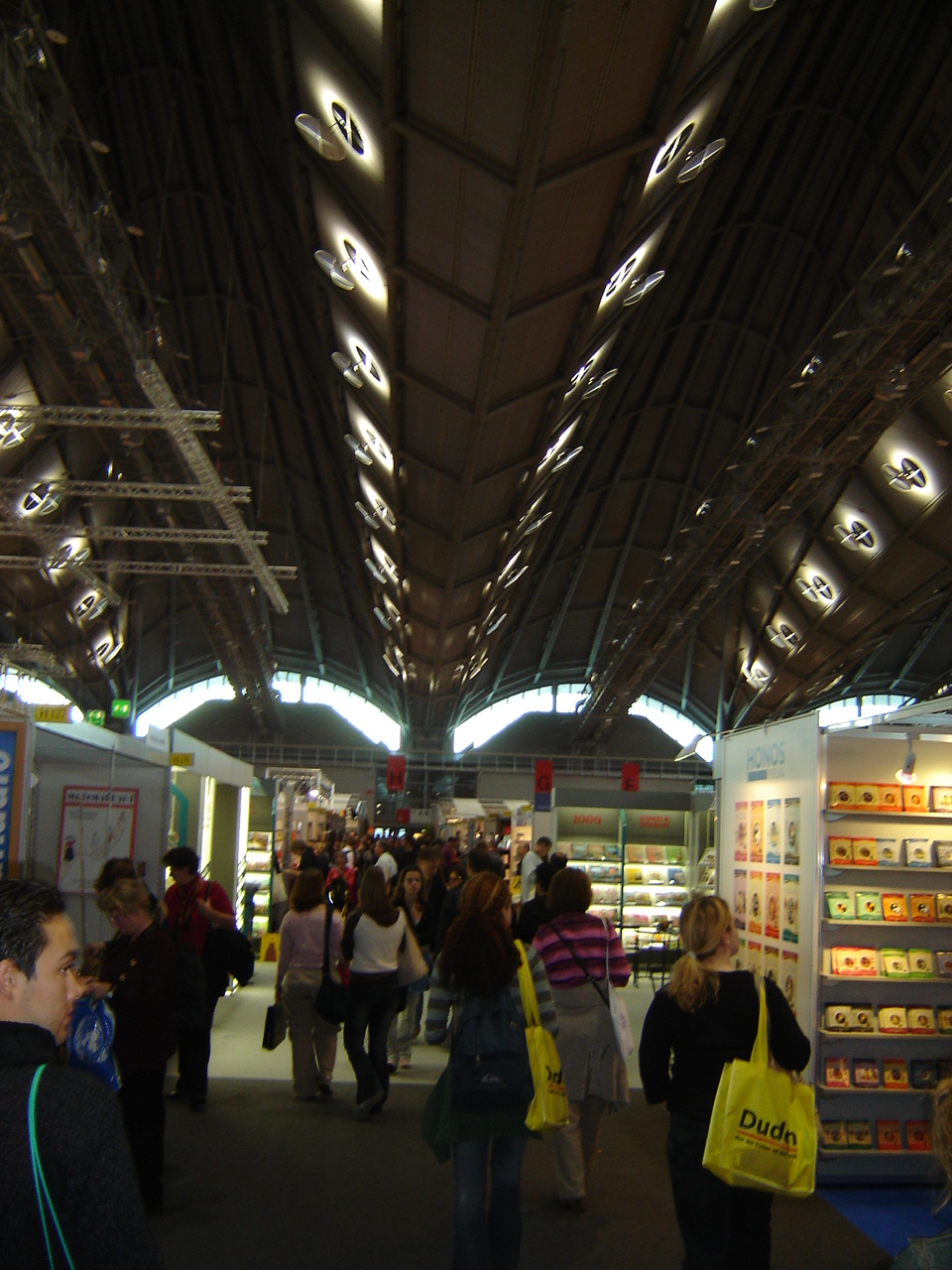
La Fira del Llibre de Frankfurt a l'any 2004

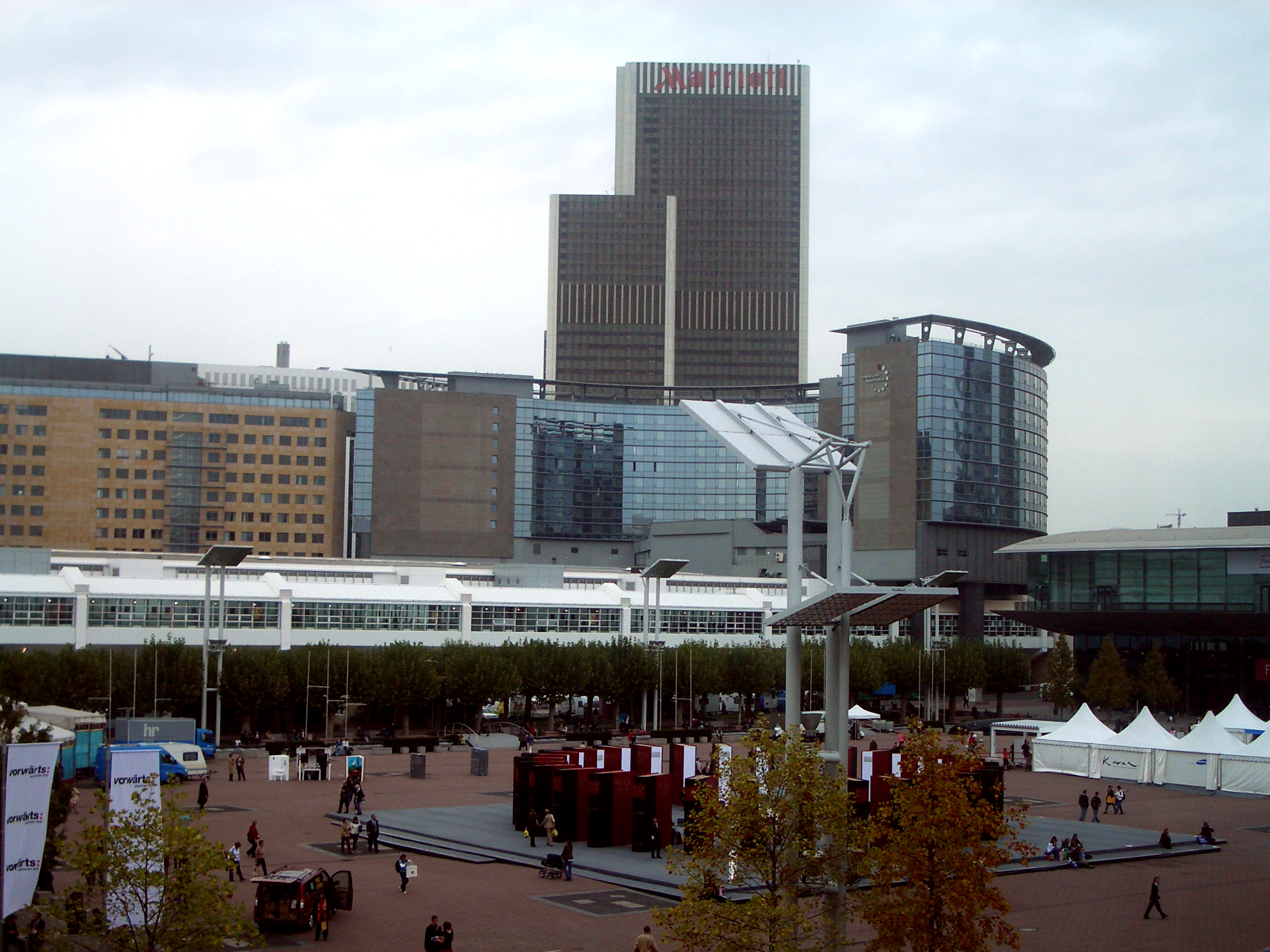
La Fira del Llibre de Frankfurt a l'any 2005

La Fira del Llibre de Frankfurt (alemany: Frankfurter Buchmesse) és la fira comercial de llibres més gran del món. Té lloc un cop a l'any durant cinc dies a mitjan octubre al recinte de la fira de Frankfurt del Main, Alemanya.
És una trobada molt important per tot el sector editorial i literari internacional per presentar-hi novetats i negociar-hi contractes, llicències o drets de publicació. El públic general en té accés dos dies, els altres tres estan reservats pel públic professional relacionat amb el món dels llibres, com ara autors, editors, llibreters, acadèmics, il·lustradors, periodistes o traductors.
En el transcurs de la fira s'atorga el prestigiós «Friedenspreis des Deutschen Buchhandels» (alemany per Premi de la Pau dels editors i llibreters alemanys) en la Paulskirche de Frankfurt.

## Dades importants
- La primera «Frankfurter Buchmesse» es va fer l'any 1949 (tot i que n'hi ha precedents des del segle XV). Fins avui en dia l'organitza el «Börsenverein des Deutschen Buchhandels» (que en alemany vol dir Associació d'Editors i Llibreters Alemanys).
- Des de 1988 la fira convida cada any un país o una regió diferent per presentar-hi la seva literatura –el 2007 va ser la literatura catalana. Per primer cop es va convidar una literatura sense estat.[1]
- Des de 2005 s'hi celebra conjuntament la «Frankfurter Antiquariatsmesse», la Fira del Llibre Vell de Frankfurt, que en el seu àmbit també és la més gran del món.
- Actualment compta cada any amb prop de 7.000 expositors, 280.000 visitants i 12.000 periodistes.

## Països convidats o temes focals i guanyadors del Premi de la Pau
| Any  | Convidat d'honor        | Guanyador del premi de la pau |
| ---- | ----------------------- | ----------------------------- |
| 1976 | Amèrica Llatina         | Max Frisch                    |
| 1978 | Literatura infantil     | Astrid Lindgren               |
| 1980 | Àfrica Subsahariana     | Ernesto Cardenal              |
| 1982 | Religió                 | George F. Kennan              |
| 1984 | Orwell 2000             | Octavio Paz                   |
| 1986 | Índia                   | Władysław Bartoszewski        |
| 1988 | Itàlia                  | Siegfried Lenz                |
| 1989 | França                  | Václav Havel                  |
| 1990 | Japó                    | Karl Dedecius                 |
| 1991 | Espanya                 | György Konrád                 |
| 1992 | Mèxic                   | Amos Oz                       |
| 1993 | Flandes i Països Baixos | Friedrich Schorlemmer         |
| 1994 | Brasil                  | Jorge Semprún                 |
| 1995 | Àustria                 | Annemarie Schimmel            |
| 1996 | Irlanda                 | Mario Vargas Llosa            |
| 1997 | Portugal                | Yasar Kemal                   |
| 1998 | Suïssa                  | Martin Walser                 |
| 1999 | Hongria                 | Fritz Stern                   |
| 2000 | Polònia                 | Assia Djebar                  |
| 2001 | Grècia                  | Jürgen Habermas               |
| 2002 | Lituània                | Chinua Achebe                 |
| 2003 | Rússia                  | Susan Sontag                  |
| 2004 | El món arab             | Péter Esterházy               |
| 2005 | Corea                   | Orhan Pamuk                   |
| 2006 | Índia                   | Wolf Lepenies                 |
| 2007 | Països Catalans         | Saul Friedländer              |
| 2008 | Turquia                 | Anselm Kiefer                 |
| 2009 | Xina                    | Claudio Magris                |
| 2010 | Argentina               | David Grossman                |
| 2011 | Islàndia                | Boualem Sansal                |
| 2012 | Nova Zelanda            | Liao Yiwu                     |
| 2013 | Brasil                  | Swetlana Alexijewitsch        |
| 2014 | Finlàndia               | Jaron Lanier                  |
| 2015 | Indonèsia               | Navid Kermani                 |
| 2016 | Flandes i Països Baixos | Carolin Emcke                 |
| 2017 | França                  | Margaret Atwood               |
| 2018 | Geòrgia                 | Aleida i Jan Assmann          |
| 2019 | Noruega                 | Sebastião Salgado             |
| 2020 | Canadà (digital)        |                               |
| 2021 | Canadà (presencial)     |                               |
| 2022 | Espanya                 |                               |
| 2023 | Eslovènia               |                               |
| 2024 | Itàlia                  |                               |

Vegeu també la pàgina de la Fira dedicada als convidats d'honor, on mostren els diferents cartells.
La llista dels Premis de la Pau no és complet. Per veure'n més, aneu a la plana del Premi.